# Adel Safar
Adel Safar (arabisch عادل سفر, DMG ʿĀdil Safar; * 1953) ist ein syrischer Politiker und Akademiker, der vom 3. April 2011 bis zum 23. Juni 2012 als Ministerpräsident seines Landes amtierte.

## Leben und Karriere
Safar wurde in der ländlichen Umgebung von Damaskus geboren. Er erhielt 1977 seinen Grad in Agronomie an der Universität Damaskus, 1983 ein Diplom an der École Nationale Supérieure d’Agronomie et des Industries Alimentaires (ENSAIA) im französischen Nancy, und einen Ph.D. in Biotechnologie an der ENSAIA im Jahre 1987.
Er ist seit 1990 Mitglied der Baath-Partei. Im September 2003 wurde er zum Minister für Landwirtschaft und Agrarreform im Kabinett von Muhammad Nadschi al-Utri ernannt. Am 31. März trat er auf Verlangen des Ministerpräsidenten Otari gemeinsam mit dem Rest des Kabinetts zurück.
Safar gehört zur alawitischen Minderheit, ist verheiratet und hat vier Kinder.